# Sciurillus pusillus
Sciurillus pusillus — вид ссавців з родини вивіркових (Sciuridae). Ймовірно, це щонайменше два різних види; молекулярні дані вказують на розбіжність між популяціями, що зустрічаються в Перу і Французькій Гвіані.

## Опис
Довжина голови й тіла: 10 см, довжина хвоста: 11 см. Дорослі важать від 30 до 48 г.
Має сиво сірий колір шерсті по всьому тілу, з блідою, але не різко контрастною, шерстю з низу. Голова злегка червонувата, з чітко вираженими білими мітками за вухами, які коротші й більш округлі, ніж у більшості інших Sciurillus. Кінцівки тонкі, передні — витягнуті, щоб допомогти у дереволазінні.

## Поширення
Цей вид зустрічається в чотирьох основних роз'єднаних популяціях в Перу і Колумбії, центральній частині північної Бразилії і північному сході Бразилії, в Французької Гвіани, Суринамі й Гаяні. Уподобання середовища проживання та екології цього виду невідомі.

## Поведінка
Це денний вид, який проводить день під пологом лісу, як правило, щонайменше, 9 м над землею. Вони харчуються, гризучи кору дерев, особливо з роду Parkia, і, ймовірно, їдять або клейкий ексудат, вироблений деревами у відповідь на пошкодження або камбій під корою. Щільність населення, мабуть, низька, як правило, не більше ніж 3 особини/км2. Хоча групи, що містять більше одного дорослого, а також молоді, спостерігалися в районах з локальною концентрацією їжі.

## Відтворення
Вагітні та самиці були зареєстровані в червні з приплодом у 1 або 2 дитинчат.

## Загрози та охорона
Основна загроза для цього виду — руйнування його середовища проживання — лісу. Охоронний статус цього виду невідомий.